# FbC Hradec Králové
FbC Hradec Králové byl český florbalový klub sídlící ve městě Hradec Králové. Své domácí zápasy hrál ve Sportovní hale Třebeš. V roce 2025 se oddíl spojil s ženským klubem IBK Hradec Králové, čímž vznikl klub Florbal Hradec Králové.
Mužský tým hrál od sezóny 2023/2024 pod sponzorským názvem FbC Respect Hradec Králové 1. ligu (druhou nejvyšší soutěž), do které postoupil poté, co získal licenci od postupujícího FBC Vikings Kopřivnice. Hned v tomto prvním ročníku dokázali postoupit do čtvrtfinále play-off a v další sezóně 2024/2025 až do semifinále.

## Historie
Klub byl založen v roce 1998, kdy fungoval jako kroužek při ŠSK ZŠ Mandysova. V sezóně 1999/2000 postoupil juniorský tým Hradce Králové do 1. ligy. Tým se mezi lety 2004 a 2006 spojil s juniory klubu Sokol Pardubice, ale z důvodu nedodržení dohod tým sestoupil z nejvyšší juniorské soutěže a kluby se rozhodly svou spolupráci ukončit.
Mezi lety 2007 až 2008 se mužskému týmu povedlo postoupit ze 3. ligy do celostátní 2. ligy. V roce 2009 došlo k rozkolu v rámci klubu, který znamenal odštěpení dívčí kategorie a později založení ženského klubu IBK Hradec Králové.
V roce 2015 se po dvouletém jednání spojily kluby FbC Hradec Králové a FBK Hradec Králové, které svůj mužský tým zapsaly do Divize (čtvrté nejvyšší soutěže). V roce 2022 se týmu povedlo postoupit z Divize do Národní ligy (třetí nejvyšší soutěže), ve které se v první sezóně 2022/2023 probojoval do semifinále. Díky převzetí prvoligové licence od postupujícího FBC Vikings Kopřivnice si tým zajistil účast v 1. lize mužů.
V roce 2025 se oddíl spojil s ženským klubem IBK Hradec Králové, čímž vznikl klub Florbal Hradec Králové.

## Mužský tým
| Sezóna    | Úroveň | Soutěž       | Umístění | Poznámka |
| --------- | ------ | ------------ | -------- | --- |
| 2021/2022 | 4      | Divize       |          | Výhra v 2. kole play-up proti FBC Přerov – Postup do vyšší ligy                                                                       |
| 2022/2023 | 3      | Národní liga |          | Vypadnutí v semifinále play-off proti ASK Orka Čelákovice – Získání licence na postup do vyšší soutěže od týmu FBC Vikings Kopřivnice |
| 2023/2024 | 2      | 1. liga      | 5.       | Vypadnutí ve čtvrtfinále play-off proti Goldea Panthers Otrokovice                                                                    |
| 2024/2025 | 2      | 1. liga      | 3.       | Vypadnutí v semifinále play-off proti Florbal Ústí                                                                                    |